# Dones a l'Imperi Romà d'Orient

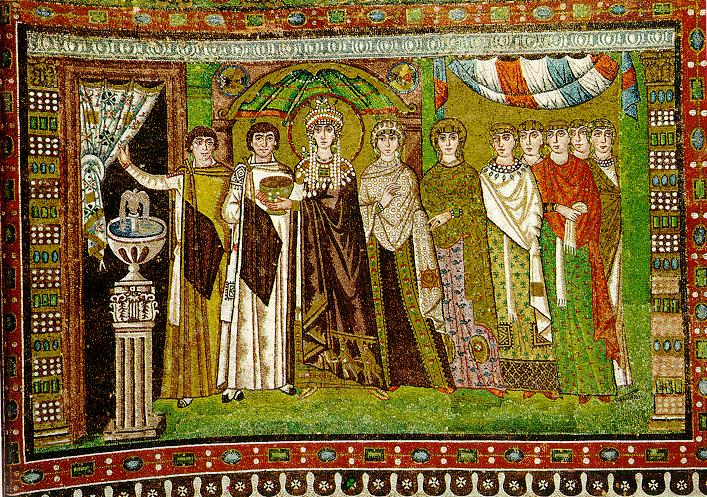
L'emperadriu Teodora (Θεοδώρα) amb el seu seguici. Mosaic de la Basílica de San Vitale a Ravenna,

La situació de la dona a l'Imperi Romà d'Orient és un tema d'investigació científica que engloba tota la informació disponible sobre les dones, els seus entorns, les seves xarxes, el seu estatus legal, etc., a l'Imperi Romà d'Orient.
Aquest camp d'estudi experimenta debats en el seu interior sobre diverses qüestions importants. Durant molt de temps, l'atenció dels historiadors només va ser atreta per dones romanes d'Orient destacades, principalment l'emperadriu, especialment l'esposa de l'emperador Justinià I (Teodora), que va tenir una influència significativa en els esdeveniments de la primera meitat del segle vi. No obstant això, nombroses fonts (cròniques, textos legals, literatura hagiogràfica) dibuixen una imatge de la societat patriarcal romana d'Orient en què les dones en general no tenien un significat independent i estaven empresonades en un gineceu.
L'estudi científic de l'estatus jurídic i econòmic de la dona a l'Imperi Romà d'Orient va començar a la segona meitat del segle xix i actualment està en curs intensiu. L'objecte d'estudi és tant la dona en general com les qüestions relacionades amb el dret de família i patrimoni. L'escassetat de fonts supervivents porta a diverses valoracions del lloc de la dona en la societat romana d'Orient. Amb el desenvolupament dels estudis de gènere a la dècada del 1960, hi ha una tendència a revisar les primeres visions, segons les quals aquest paper no era significatiu.
L'historiadora Ioili Kalavrezou ofereix una descripció més positiva de la vida de les dones romanes d'Orient. Diversos autors assumeixen avui que les dones romanes d'Orient gaudien de privilegis significativament més grans en comparació amb les dones d'Europa occidental i del món islàmic

## Educació
La visió general de l'educació de les dones era que era suficient que una nena aprengués els deures domèstics i estudiés la vida dels sants cristians i memoritzés salms, i aprengués a llegir per poder estudiar les escriptures bíbliques, encara que de vegades l'alfabetització entre les dones era desanimat perquè es creia que podia fomentar el vici. Tanmateix, hi havia dones romanes d'Orient individuals, famoses pels seus èxits educatius, com Kassia, Anna Comnena i Dobrodeia de Kíev.

## Sexualitat

### Matrimoni
El dret romà al divorci real es va esborrar gradualment després de la introducció del cristianisme i es va substituir per la separació legal i l'anul·lació. A l'Imperi Romà d'Orient, el matrimoni era considerat com l'estat ideal per a una dona, i només la vida en un convent era vista com una alternativa legítima. Dins del matrimoni, l'activitat sexual només es considerava com un mitjà de reproducció. Una dona tenia dret a comparèixer davant d'un tribunal, però el seu testimoni no es considerava igual al d'un home i es podia contradir en funció del seu sexe si s'oposava al d'un home.
D'altra banda, les dones no estaven totalment subordinades a la voluntat dels homes. Segons el primer diplomàtic i pensador polític romà d'Orient Prisc de Panion, «[entre els] romans no era correcte desposar una dona amb un home contra la seva voluntat».
Teodor de Sykeon, a la seva Vida, «retrata una família de dones fortes, sense cap masculí, que convergeixen per espatllar i promoure l'únic nen masculí de la família. Les dones tenen alguna opció a les seves vides, poden guanyar-se la vida amb els ingressos de la fonda, i més tard, l'àvia de Teodor tria la vida religiosa mentre la seva mare es casa amb una família destacada».

### Ideal ascètic d'una dona
Segons Judith Herrin, la sexualitat a l'Imperi Romà d'Orient estava saturada de doble moral hipòcrita, com en qualsevol altra societat medieval. D'una banda, els homes apreciaven l'encant femení i recorrien als serveis de prostitutes i amants; d'altra banda, exigien puresa moral als seus familiars. A més, a l'Imperi Romà d'Orient, l'església cristiana va tenir un paper important, les idees de la qual sobre la relació dels sexes es van formar en el període del cristianisme primerenc. El cristianisme ha heretat les creences de l'antiguitat clàssica que les dones són físicament i moralment més febles que els homes, més propenses a les necessitats i desitjos del seu cos i, per tant, menys capaces d'entendre què és bo i, si ho entenen, d'adherir-s'hi. Finalment, amb rares excepcions, la literatura romana d'Orient va ser creada per homes i reflecteix les seves opinions.
Fins al segle xii, a l'Imperi Romà d'Orient no hi havia literatura eròtica i art eròtic en general, i el tema de l'expressió dels sentiments era l'actitud de l'ascètica davant Déu, que implicava l'eliminació total de la sexualitat. Segons la idea general, una dona era responsable del desig que li sorgia en un home, i fins i tot per a un monjo; la millor manera d'evitar-ho era no mirar les dones. No hi va haver un consens general sobre si el desig sexual repugnant és sempre perillós. Alguns autors cristians del segle iv van coincidir que el desig va ser donat per Déu amb el propòsit de la procreació, i una persona casada pot portar una vida cristiana no menys que una que s'adhereix al celibat. Alguns creien que un home i una dona casts podien viure a la mateixa casa sense risc per a les seves ànimes, però, l'experiència pràctica dels ascètes indicava que el desig sexual era gairebé impossible de contenir. En aquest sentit, fins i tot una mare o una germana podria esdevenir un recordatori de l'ascètica de totes les altres dones i de la vida mundana rebutjada en general. En aquest sentit, per a una dona ascètica, era necessari abandonar una aparença atractiva, portar roba que amagués la figura i abandonar el seu estatus social. La neteja personal va ser condemnada, ja que cridava l'atenció sobre el cos rebutjat.

### Prostitució

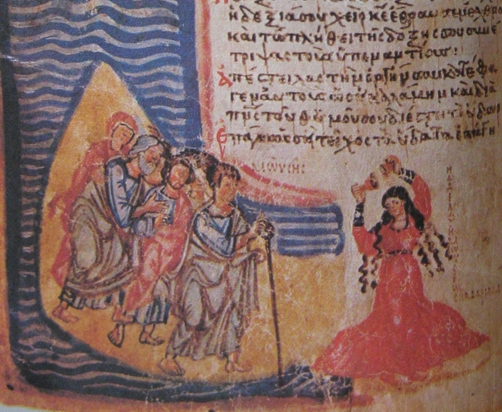
Míriam ballant. Miniatura del salteri Khludov, meitat del

Les prostitutes estaven a la part inferior de l'escala social i eren conegudes amb diversos noms; un d'aquest noms era hetaíra (del grec, ἑταίρα, literalment «companya»). Són més conegudes per la literatura hagiogràfica (on apareixen sota la denominació «humiliades» (ταπειναί) o «miserables» (οἰκτραί)), o en el dret civil o eclesiàstic intentant limitar aquest fenomen. Probablement, la prostitució sempre ha prevalgut a l'Imperi Romà d'Orient. Tanmateix, la paraula πορνεία (porneía, prostitució) no només es referia a la comunicació amb prostitutes, sinó a moltes altres desviacions del comportament sexual recomanat. La prostitució va florir a la capital i les ciutats més grans de l'imperi: Alexandria, Antioquia, Berytus i Edessa, més tard a Tessalònica i els ports de l'Àsia Menor.
La dedicació a aquesta activitat era relativament voluntària quan les filles d'actors o artesans eren seduïdes per les històries difoses pels prostíbuls (πορνοβοσκοί) sobre la vida luxosa de les captades; també les prostitutes podien esdevenir esclaves i presoneres. Les mestresses de prostíbuls també anaven a les províncies a buscar noies adients, comprant-les a famílies pobres. Tanmateix, aquestes transaccions eren il·legals, i el pare de la família trobat estava privat dels drets parentals i podia ser enviat com a càstig a les mines; per als membres de l'Església, el càstig era l'excomunió. Però, òbviament, aquestes mesures es van aplicar sense gaire èxit, i almenys al segle xii, la prostitució no només era voluntària. Els intents de limitar geogràficament la prostitució també van ser inútils fins i tot a Constantinoble; fins i tot estava buit el Lupanar fundat durant el regnat de Constantí I el Gran, i sota l'emperador Teòfil (829-843) l'edifici va ser convertit en un hospital. No obstant això, sota el regnat de Justinià, l'imperi va veure una gran quantitat de reformes dirigides a les dones que treballaven en la prostitució, tant per perseguir els drets i la protecció del treball forçat, com per als esforços de benestar per fomentar el penediment i la reforma. Les dones les activitats de les quals implicaven el comerç dels seus cossos també incloïen artistes de mim, intèrprets de flauta, cantants en casaments o banquets, i actrius a l'escenari que els membres del públic consideraven disponibles sexualment. Segons els romans d'Orient, dedicar-se a l'art secular no convé a un home honest, i les dones d'aquestes professions eren considerades prostitutes d'un tipus diferent. Les prostitutes de classe baixa eren considerades serventes de tavernes i xenodochium, sobre els quals, segons la tradició, daten de temps antics.
Un topos freqüent de la literatura hagiogràfica romana d'Orient va ser la degeneració espiritual de la «prostituta», que, arrepentida, «va adquirir la santedat per ella mateixa». Així, per exemple, això va passar amb una santa Pelàgia d'Antioquia del segle v o una santa del segle vi, Maria d'Egipte. Segons el suggeriment de Judith Herrin, la mare de Constantí el Gran, Santa Helena, era una prostituta d'una taverna.

## Paper públic

### Segregació de gènere
A partir del segle vi hi va haver un creixent ideal de segregació de gènere, que dictava que les dones havien de portar vel i només ser vistes en públic quan assistien a l'església, i tot i que l'ideal mai es va fer complir del tot, va influir en la societat. Les lleis de l'emperador Justinià I van legalitzar que un home es podia divorciar de la seva esposa si ella assistia a locals públics com ara teatres o banys públics sense el seu permís, i l'emperador Lleó VI va prohibir a les dones presenciar contractes comercials amb l'argument que això provocava que tinguessin contacte amb homes.
A Constantinoble, s'esperava cada cop més que les dones de classe alta es mantinguessin a una secció especial de dones (gynaikonitis), i al segle viii es va descriure com inacceptable que les filles solteres es trobessin amb homes no relacionats. Mentre que les dones imperials i les seves dames van aparèixer en públic al costat d'homes, dones i homes a la Cort Imperial van assistir als banquets reials per separat fins a l'ascens de la dinastia dels Comnens al segle xii.
Segons la bizantinista Averil Cameron, «el missatge de la ideologia imperant a Bizanci era que les dones s'havien de quedar a casa, ser bones mares i limitar la seva acció a actes de caritat pietosa». Tanmateix, la realitat era una mica diferent. Per exemple, les dones podien heretar, el sistema de dot era una protecció per a elles. Moltes dones no aristocràtiques també van trobar maneres d'exercir influència fora de casa, i en nivells inferiors, com en totes les societats agràries i a les ciutats preindustrials, generalment, la seva feina era essencial.

### Economia i vida professional

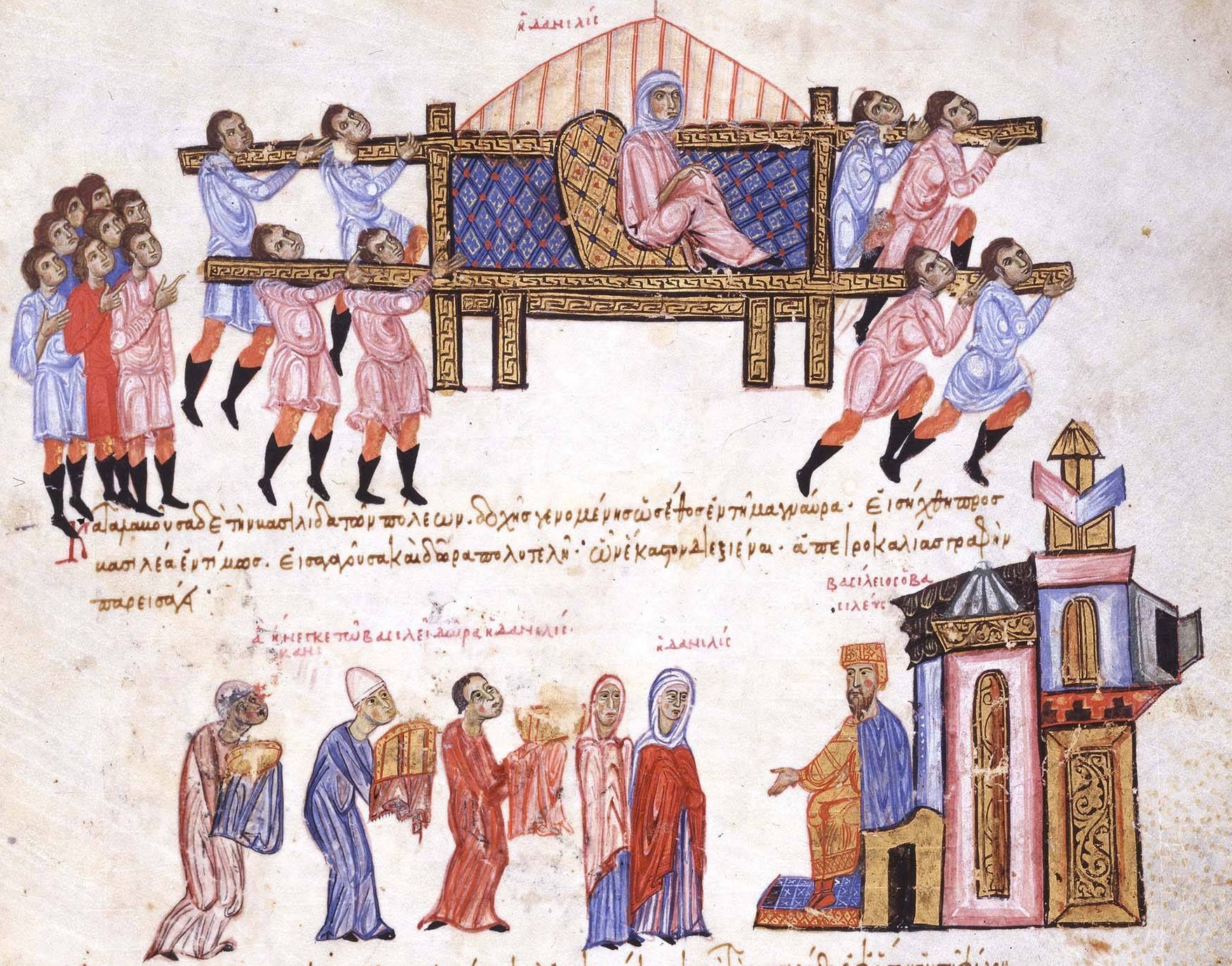
La empresària Danielis és portada pels seus esclaus a Constantinoble. Miniatura de la Crònica de Joan Escilitzes, meitat del. Biblioteca Nacional, Madrid

Les dones romanes orientals conservaven el dret de la dona romana a heretar, posseir i gestionar la seva propietat i signar contractes, drets que eren molt superiors als drets de les dones casades a l'Europa occidental catòlica medieval, ja que aquests drets incloïen no només les dones solteres i vídues, però també dones casades.
Una reforma important va permetre a les dones recuperar el seu dot i obtenir un grau d'independència financera. El dret legal de les dones a manejar els seus propis diners va permetre que les dones riques es dediquessin a negocis, però les dones que havien de trobar activament una professió per mantenir-se normalment treballaven com a domèstiques o en camps domèstics com la indústria alimentària o tèxtil. Les dones podrien treballar com a metgesses, assistents de pacients i visitants a hospitals i banys públics amb el suport del govern.
Com que la prostitució era rampant a l'Imperi Romà d'Orient a causa de la pobresa, l'emperador Justinià I i l'emperadriu Teodora van introduir reformes pel que fa al benestar i l'exoneració de les seves professions anteriors. Això incloïa una «protecció» dels drets de les treballadores sexuals en lloc de la pràctica habitual d'exili, juntament amb la construcció d'un convent per al penediment perquè les dones escapessin de la pobresa i la prostitució.
Després de la introducció del cristianisme, les dones ja no podien convertir-se en sacerdotesses, però es va fer habitual que les dones fundessin i gestionessin els casals de monges, que funcionaven com a escoles per a noies, així com com a asils, cases de pobres, hospitals, presons i residències de jubilats per a dones, i moltes dones romanes d'orient practicaven el treball social com a germanes laiques i diaques.

### Participació política
L'Imperi Romà d'Orient era una monarquia, i com en moltes altres monarquies, el sistema reial permetia que les dones participessin en la política com a monarques en nom propi o com a regents en lloc d'un marit o fill. Se sap que moltes dones reials han participat en política durant els segles. Entre elles hi havia dones monarques com Pulquèria, Irene d'Atenes i Teodora Porphyrogenita, així com dones regents com Teodora l'Armènia, Teòfano Anastaso i Eudòxia Macrembolitissa. També hi havia emperadrius que es van dedicar a l'àmbit polític tant al costat dels seus marits com de manera autònoma, la més famosa Teodora (esposa de Justinià I), coneguda per la seva astúcia a la cort i la recerca de la reforma, sobretot les dones en situació de pobresa i treball sexual.

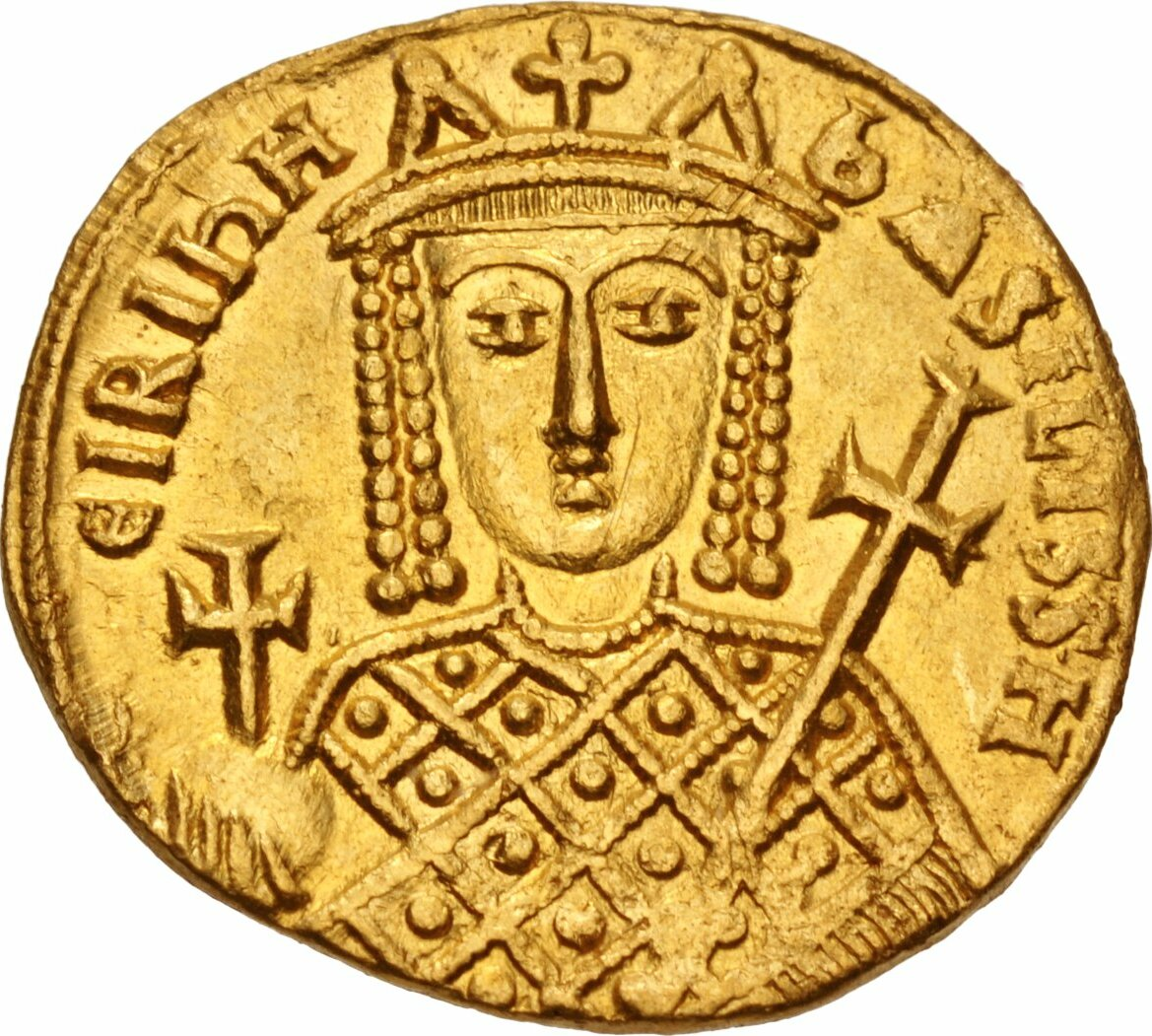
Sòlid d'Irene d'Atenes emès durant el seu regnat
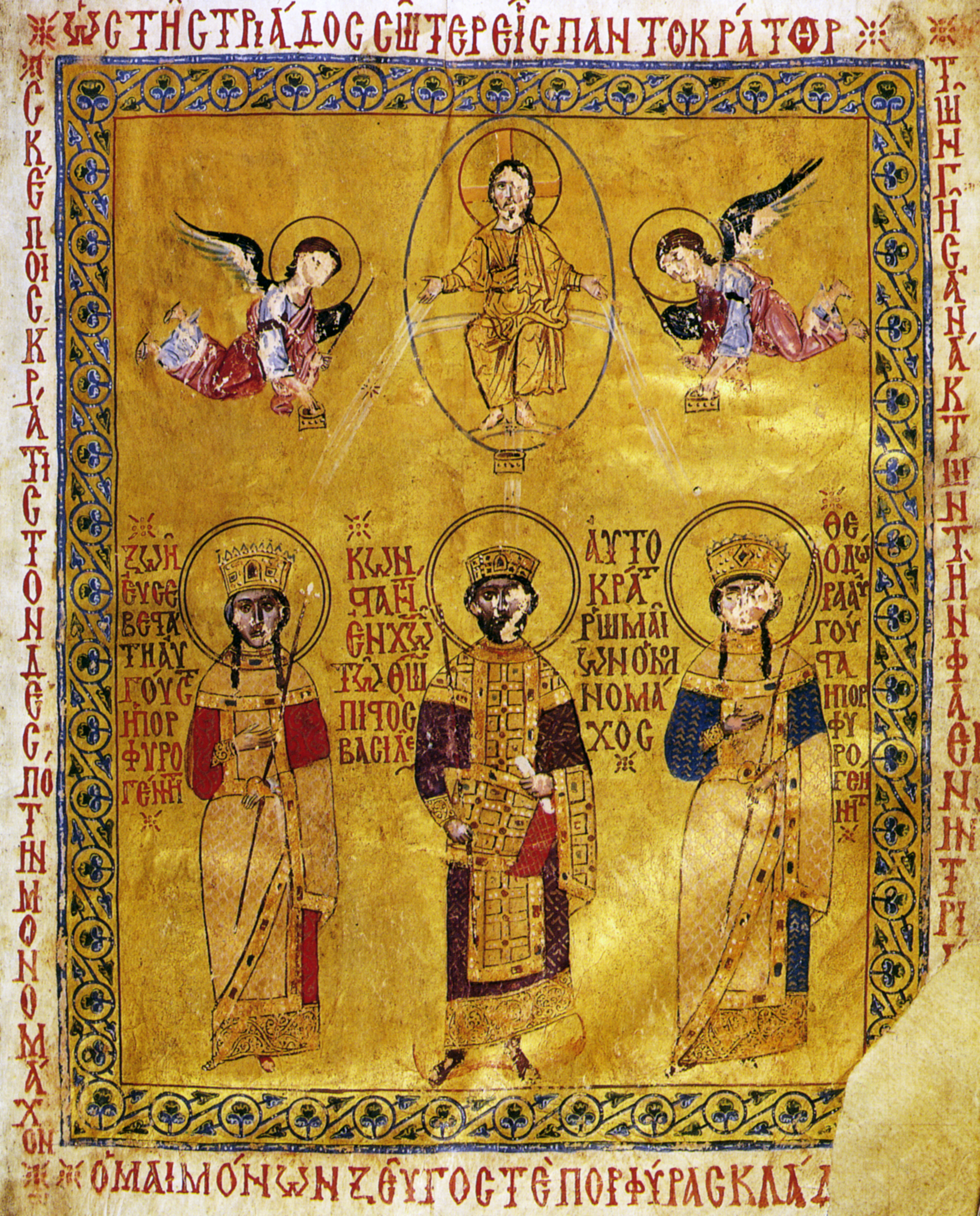
Miniatura amb els retrats de Zoè (esquerra), Constantí IX (centre) i Teodora (dreta)
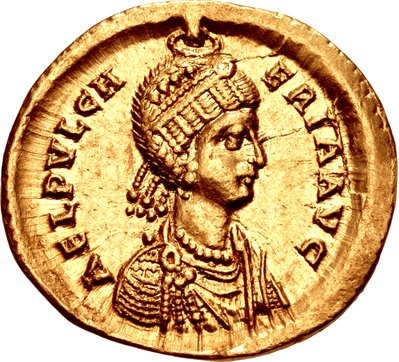
Sòlid de Pulquèria

El sistema reial permetia que les dones participessin en política perquè eren reials, però això estava reservat a les dones reials i no s'aplicava a les dones en general, ni significava l'acceptació de la participació femenina en la política com a tal. Irene d'Atenes es va fer coronar emperadriu amb el títol d'«autòcrata dels romans» (αὐτοκράτωρ Ῥωμαίων), ja que els emperadors romans d'Orient es consideraven la continuació de l'Imperi Romà de l'antiguitat. Al papa Lleó III no li va semblar correcte que una dona assumís el tron i, com que el considerava vacant, va nomenar el rei dels francs, Carlemany, «emperador dels romans» (Imperator Romanorum) el Nadal de l'any 800.
Pel que fa a la historiografia de l'activitat política de les dones a l'Imperi Romà d'Orient, hi ha dos punts de vista principals. Segons una d'elles, les dones estaven aïllades de la resta de la societat en un gineceu. En aquest cas, els historiadors es refereixen a les declaracions rellevants de Miquel Psel·los, Cecaumen i Miquel Ataliota. Un altre punt de vista, més habitual en l'actualitat, és que l'aïllament de la dona a les fonts no reflecteix l'estat real de les coses, sinó la idea ideal dels homes romans orientals. Des del segle xii es coneixen nombrosos exemples del contrari. Parlant de com la seva mare acompanyava Aleix I a les campanyes, Anna Comnena, la primera dona historiadora d'Europa, parla no només de com es va ocupar de les cames adolorides de l'emperador, sinó que també va ser la seva consellera, que va ajudar a identificar els conspiradors. Segons l'escriptora, «aquests van ser els motius que van superar la vergonya natural d'aquesta dona i li van donar el coratge per aparèixer davant els ulls dels homes». L'esposa de l'emperador Joan VI, Irene Assèn, va governar la ciutat de Didymoteicho durant l'absència del seu marit durant la segona guerra civil (1341-1347). La seva filla Maria Cantacuzè va governar la fortalesa d'Ainos uns anys més tard, en lloc del seu marit Nicèfor II, que era el Dèspota de l'Epir.
Segons Angeliki Laiou, el paper de les dones romanes d'Orient en la vida política del país va ser important en el període final de la seva història en relació amb la consolidació de l'aristocràcia, la posició de la qual es va convertir en dominant. Dins d'aquesta classe dirigent, les dones eren importants perquè posseïen propietats importants i tenien influència sobre els seus fills. El bizantinista soviètic-estatunidenc Aleksandr Kajdan va assenyalar la importància dels vincles familiars en el període de la Dinastia Comnè.